# Encelia
Encelia Adans., 1763 è un genere di angiosperme dicotiledoni appartenenti alla famiglia delle Asteraceae, diffuso nelle regioni aride del sud-est del Nordamerica e a ovest del Sudamerica.

## Etimologia
Il nome del genere è un omaggio al naturalista tedesco Christoph Entzelt (1517-1583) (nome latinizzato in Encelius o Enzelius).

## Descrizione
Il genere comprende piccoli  arbusti perenni, alti 30–150 cm, con fusti eretti, ramificati.
L'infiorescenza è un capolino di colore da giallo a rosso porpora. Il frutto è una cipsela obovata.
Il numero cromosomico è 2n = 18, con eccezione delle piante di origine sudamericana.

## Biologia
Le specie di Encelia vengono utilizzate come alimento dalle larve di alcune specie di lepidotteri, tra cui Bucculatrix enceliae che si nutre esclusivamente di Encelia farinosa.

## Distribuzione e habitat
Il genere è diffuso negli Stati Uniti occidentali, in Messico, nelle isole Galapagos, in Perù e in Cile.

## Tassonomia
Il genere è stato descritto da Michel Adanson e pubblicato in Familles des Plantes (1763).
La specie tipo è Encelia canescens, descritta da Jean-Baptiste Lamarck.
Il gruppo Encelia appartiene a un clade che comprende i generi Enceliopsis e Geraea. I tre generi sono informalmente chiamati "Encelia alliance".

### Specie

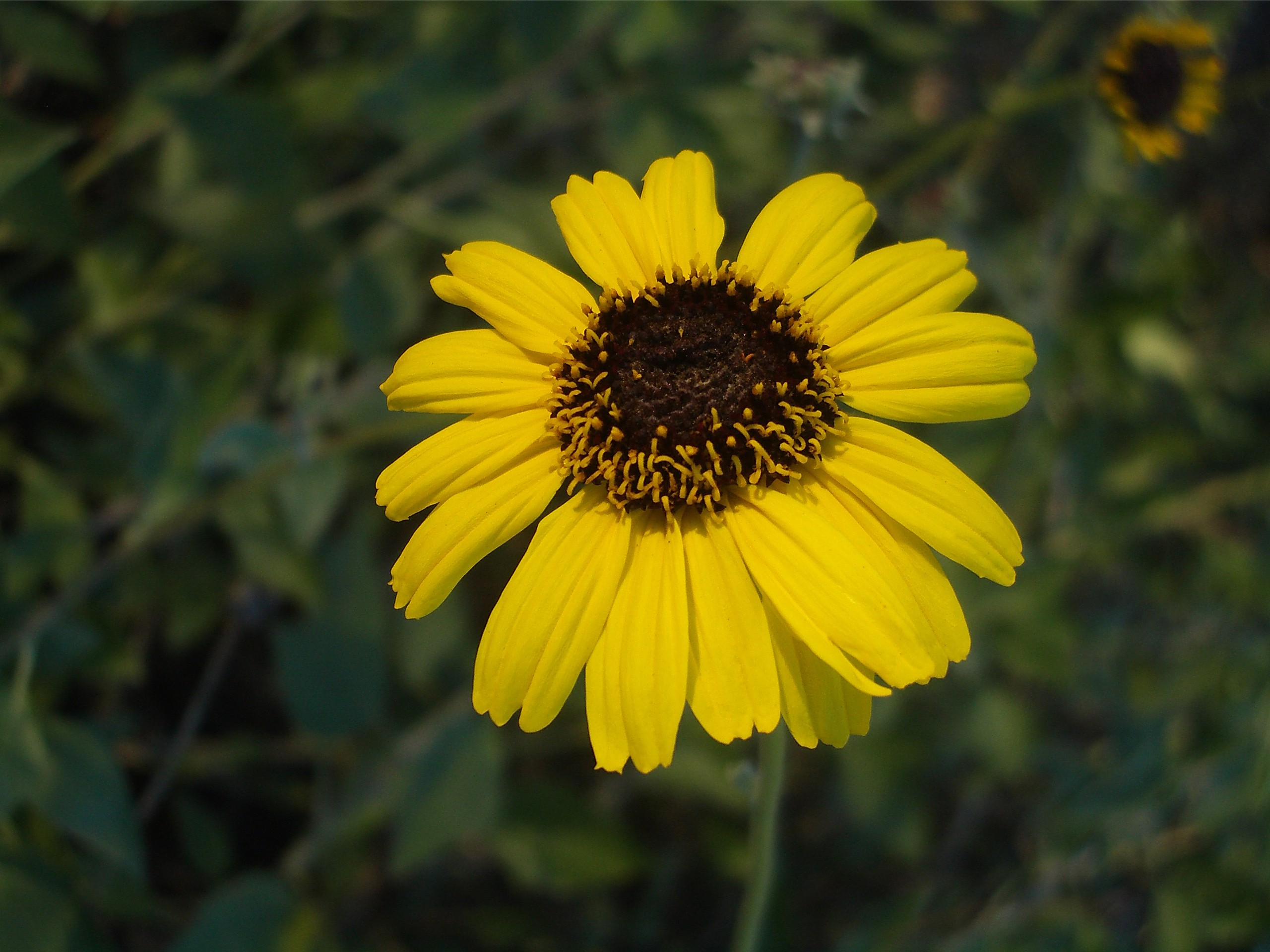
Encelia californica

Il genere comprende le seguenti specie:
- Encelia asperifolia (S.F.Blake) C.Clark & Kyhos
- Encelia californica Nutt.
- Encelia canescens Lam.
- Encelia conspersa Benth.
- Encelia densifolia C.Clark & Kyhos
- Encelia farinosa A.Gray ex Torr.
- Encelia frutescens A.Gray
- Encelia halimifolia Cav.
- Encelia hispida Andersson
- Encelia laciniata Vasey & Rose
- Encelia nutans Eastw.
- Encelia palmeri Vasey & Rose
- Encelia pilocarpa Rubsy
- Encelia pilosiflora S.F.Blake
- Encelia ravenii Wiggins
- Encelia resinifera (M.E.Jones ex S.F.Blake) C.Clark
- Encelia scaposa (A.Gray) A.Gray
- Encelia stenophylla Greene
- Encelia ventorum Brandegee
- Encelia virginensis A.Nelson